# بوكيمون ضحك
بوكيمون ضحك هي لعبة متنقلة عرضية ضمن امتياز بوكيمون . تستخدم اللعبة نظام الواقع المعزز لتعليم الأطفال كيفية تنظيف أسنانهم. تم إصداره في 17 يونيو 2020 بواسطة شركة بوكيمون وهو متاح كتطبيق مجاني للأجهزة المحمولة التي تعمل بنظام أندرويد و أبل.

## طريقة اللعب
تستخدم اللعبة كاميرا الجهاز الذي يتم اللعب عليه لنظام الواقع المعزز ، والذي يستخدم للعب اللعبة. تظهر البكتيريا في فم اللاعب وتهاجم البوكيمون. من خلال تنظيف أسنانه، يستطيع اللاعب إنقاذ البوكيمون. في النهاية، تسمح اللعبة للاعب بمحاولة الإمساك بأحد البوكيمونات. بعد اصطياد البوكيمون، يمكنك رفع مستواهم. قد يربح اللاعب أيضًا مكافآت أخرى، مثل القبعات والملصقات. يمكن ضبط الوقت المستغرق في تنظيف الأسنان بالفرشاة بين دقيقة وثلاث دقائق. كل يوم، يمكن للعبة إخطار المستخدمين بما يصل إلى ثلاث مرات لتذكيرهم بتنظيف أسنانهم. بوكيمون ضحك حاليا لا يوجد منه نسخة عربية للأسف
شعار اللعبة: بوكيمون سأجمعها إلان!

## الأفراج
تم الإعلان عن اللعبة خلال العرض التقديمي Pokémon Presents (بوكيمون يقدم) في 17 يونيو 2020، وتم إتاحتها في وقت لاحق من ذلك اليوم. تلقت اللعبة أول تحديث رئيسي لها في نوفمبر 2021، حيث أضافت عدة قبعات جديدة وأربعة بوكيمون جديدة. تم إصدار التحديث الرئيسي الثاني للعبة في يونيو 2022. لقد أضافت أكثر من 100 بوكيمون، بما في ذلك جميع بوكيمون الجيل الثاني المتبقي (من بوكيمون جولد وسيلفر وكريستال ) التي لم تكن موجودة بالفعل في اللعبة.
1. 1 2  Nedd، Alexis (17 يونيو 2020). "'Pokémon Smile' left me with clean teeth and lots of questions". Mashable. مؤرشف من الأصل في 2020-06-21. اطلع عليه بتاريخ 2020-06-18.
2. 1 2  Plunkett، Luke (2 يوليو 2020). "Pokémon Smile: The Kotaku Review". كوتاكو. مؤرشف من الأصل في 2023-05-19. اطلع عليه بتاريخ 2023-05-19.
3. ↑  Naudus، Kris. "'Pokémon Smile' uses AR to get kids to brush their teeth". إنغادجيت. مؤرشف من الأصل في 2023-05-19. اطلع عليه بتاريخ 2023-05-19.
4. ↑  Shea، Brian. "Pokémon Smile Is Here To Remind Your Kids To Brush Their Teeth". Game Informer. مؤرشف من الأصل في 2023-05-19. اطلع عليه بتاريخ 2023-05-19.
5. ↑  Keane، Sean. "Pokémon Smile is a free app for brushing your teeth". سي نت. مؤرشف من الأصل في 2023-05-19. اطلع عليه بتاريخ 2023-05-19.
6. ↑  Wales، Matt (8 نوفمبر 2021). "Pokémon Smile gets first ever content update, nearly 18 months after launch". Eurogamer.net. مؤرشف من الأصل في 2023-05-19. اطلع عليه بتاريخ 2023-05-19.
7. ↑  Hagues، Alana (3 يونيو 2022). "Pokémon Smile Adds Over 100 Pokémon, And They're All Utterly Irresistible". Nintendo Life. مؤرشف من الأصل في 2023-05-19. اطلع عليه بتاريخ 2023-05-19.

قالب:Nintendo mobile gamesنينتندو